# Gib einem Trottel keine Chance
Gib einem Trottel keine Chance (oder auch: Gib keinem Trottel eine Chance) ist eine US-amerikanische Komödie von Edward F. Cline aus dem Jahr 1941. Star des Films in seiner letzten Hauptrolle ist W. C. Fields, der auch das Drehbuch schrieb.

## Handlung
W. C. Fields verkörpert in diesem Film mehr oder weniger sich selbst, einen Schauspieler und Drehbuchautor in Hollywood. Vor seinem Filmstudio, den Esoteric Pictures, sieht man ihn ein Plakat seines vorangegangenen Films Der Bankdetektiv bewundern. Fields’ Nichte Gloria Jean ist als aufkommender Star ebenfalls bei den Esoteric Pictures beschäftigt. Das hat jedoch seinen Preis: Bei den Dreharbeiten ihres Filmes muss Gloria gegen ihren Wunsch einige idiotische Lieder aufnehmen, weil der inkompetente Studioboss Mr. Pangborn dies so verlangt. Später erhält Pangborn in seinem Büro auch Besuch von Fields, der ihm sein neuestes Drehbuch für ein Filmprojekt vorstellt. Pangborn liest das vollkommen unlogische Filmskript durch, dessen Inhalt gleichzeitig den Hauptteil des Films bildet:
Fields reist zusammen mit seiner geliebten Nichte Gloria Jean im Flugzeug, um Muskatnüsse in Mexiko zu verkaufen. An Bord stiftet er allerlei Unruhe und trifft auf andere exzentrische Passagiere wie einem großen, aggressiven Türken oder einen nervösen Engländer. Als Fields am Morgen auf dem – offenen – Aussichtsdeck des Flugzeuges sitzt, fällt ihm versehentlich seine geliebte Whiskyflasche hinunter. Fields springt der Flasche vom Aussichtsdeck hinterher, fängt sie ein und landet dann vollkommen unbeschadet im „Nest“, einer einsamen Villa auf einer Klippe. Das „Nest“ wird von Ouliotta Hemogloben bewohnt, einer bezaubernden jungen Frau, sowie ihrer zynischen Mutter Mrs. Hemogloben. Die Mutter hatte ihre Tochter bereits als Säugling auf die Klippe gebracht, weil sie nicht wollte, dass sie später Männern begegnet. Ouliottas Unerfahrenheit nutzt Fields aus, indem er ihr das Küssen als „Spiel“ verkauft. Als Ouliottas wenig ansehnliche Mutter ebenfalls beim Küssen „mitspielen“ will, flüchtet er sich allerdings per Flaschenzug die Klippe hinunter. Er kommt im nahegelegenen Dorf an, wo er in der örtlichen Kneipe auch anderen Männern von Ouliottas Schönheit und Reichtum berichtet (erst später erwähnt er auch ihren guten Charakter). Während ein junger Ingenieur das „Nest“ erklimmen und schließlich auch das Herz von Ouliotta gewinnen kann, gibt sich Fields mit Ouliottas Mutter zufrieden und macht ihr einen Heiratsantrag. Einen Liebesrivalen namens Leon stürzt er dagegen die Klippe herunter. Auch seine Nichte Gloria Jean, die sich zwischenzeitlich große Sorgen um Fields gemacht hatte, erscheint nun. Sie schafft es, Fields von der Geldhochzeit mit der garstigen Mutter abzubringen. Jean und Fields verschwinden gemeinsam heimlich aus dem Nest.
An diesem Punkt bricht Produzent Pangborn mit dem Lesen des verrückten Drehbuchs ab und befiehlt Fields, so schnell wie möglich das Studiogelände zu verlassen. Gloria Jean bekommt mit, was ihrem „Uncle Bill“ angetan wurde. Sie droht Pangborn, dass sie, falls ihr Onkel gefeuert würde, ebenfalls das Studio verlasse. Gloria ist mit ihrem Onkel wiedervereint und sie machen Pläne, gemeinsam zu verreisen. Während Gloria sich noch eben einige Kleider im Geschäft kauft, rammt Fields mit seinem Auto den Wagen eines Polizisten. Da erscheint eine hysterische Dame mittleren Alters, die zum Krankenhaus zur Geburt ihrer Enkelin gebracht werden will. Fields hilft der Frau und rast in einer abenteuerlichen Fahrt mit ihr zum Krankenhaus, nebenbei gerät er mehrmals in Lebensgefahr und verursacht ein großes Verkehrschaos. Als er endlich mit seinem zerbeulten Auto am Krankenhaus angekommen ist, erscheint auch seine Nichte Gloria. Sie lächelt und sagt dem Publikum im Hinblick auf ihren Onkel: „My Uncle Bill... but I still love him!“

## Hintergrund
Unter dem Pseudonym Otis Criblecoblis schrieb W. C. Fields auch das Drehbuch zum Film. Der Originaltitel kommt aus zwei früheren Filmen von Fields. In dem Film Poppy (1936) sagt er zu seiner Tochter: „If we should ever separate, my little plum, I want to give you just one bit of fatherly advice: Never give a sucker an even break!“ In dem Film You Can't Cheat an Honest Man (1939) berichtet er einem Kunden von den letzten Worten seines Großvaters: „You can’t cheat an honest man; never give a sucker an even break, or smarten up a chump.“ Allerdings wollte nicht Fields den Filmtitel Never give a sucker an even break; es waren die Produzenten von Universal Pictures, die ihn haben wollten. Fields wollte den Film ursprünglich selbstironisch The Great Man benennen.
Die 15-jährige Sängerin und Schauspielerin Gloria Jean, die bei Universal unter Vertrag stand, spielte mehr oder weniger sich selbst. Sie singt im Film vier Lieder: Estrellita in Spanisch, dann den Text zu Frühlingsstimmen von Johann Strauss, Sohn und außerdem Hot Cha Cha sowie das russische Lied Schwarze Augen. Mit Leon Errol und Franklin Pangborn besetzte Fields, der bei der Besetzung weitgehend freie Hand hatte, gleich zwei seiner Lieblingskomiker und persönlichen Freunde in Nebenrollen. In der Eingangsszene taucht Anne Nagel als Glorias Mutter „Madame Gorgeaus“ auf, im Laufe des Filmes tritt sie aber nicht weiter in Erscheinung. Angeblich soll Fields im Drehbuch den Tod von Glorias Mutter vorgesehen gehabt haben, so dass er als Onkel die volle Verantwortung für die Jugendliche gehabt hätte, dagegen wurde sich aber später entschieden. Die Schauspielerin Carlotta Monti hat einen kurzen Auftritt als Rezeptionistin, sie war ab 1933 bis zu seinem Tod Fields’ Freundin.
Mit Never give a sucker an even break übt Fields zugleich Kritik am damaligen Studiosystem in Hollywood. So ist Franklin Pangborns Filmproduzent ein unfähiger und selbst von seinen Mitarbeitern wenig respektierter Mann, der keinen Sinn für das Drehbuch von Fields’ Figur hat. Stattdessen besteht der Produzent schon zu Beginn des Gesprächs darauf, dass seine Ehefrau unbedingt die Hauptrolle spielen soll. Die damals übliche Zensur des Hays Code nimmt er ebenfalls auf die Schippe. In einer Szene sitzt der üblicherweise trinkfeste Fields nicht in einer Kneipe, sondern in einer Milchbar und kommentiert dies mit einem Blick zum Zuschauer: „This was supposed to be a saloon, but the censor cut it out!“ („Die Szene sollte in einem Saloon spielen, aber der Zensor hat es herausgeschnitten!“)
Mit seinem surrealen Drehbuch geriet Fields nicht nur in Streit mit den Produzenten von Universal, sondern auch mit den Kontrolleuren des Hays Code, die vor allem die sexuellen Anspielungen und Andeutungen kritisierten. Universal griff entgegen der Abmachung mit Fields deutlich in das Drehbuch ein und ließ es umschreiben. Fields und sein Regisseur Edward F. Cline ignorierten das veränderte Drehbuch allerdings, was den Produzenten zumindest bis zum Ende der Dreharbeiten nicht auffiel. Nach diesem Streit wurde Fields’ Vertrag bei Universal nicht weiter verlängert. Bis zu seinem Tod 1946 kehrte er nur noch in Gastrollen vor die Kamera zurück.

## Kritiken
Bei seiner Veröffentlichung waren die Kritiken eher gemischt, mit dem Abstand von drei Jahrzehnten schrieb der Spiegel dann:

„Einmal durfte er einen Film machen, ‚wie ich es will‘. Never Give a Sucker an Even Break (Gib niemals einem Trottel eine Chance) wurde, so ‚The New York Times‘, ‚die vielleicht perfekteste freie Film-Farce, die je gedreht wurde‘. (…) Es wird nie ganz klar, welcher Film gerade spielt: der ‚Sucker‘, eine ganz andere Produktion oder die Geschichte, die Fields an den Mann bringen will. In die abstruse Handlung packte Fields noch einmal all die oft erprobten Gags. Er betrügt und wird betrogen, er jagt nach Schnaps, Geld und Erfolg, und hin und wieder fällt ihm auch einmal ein Felsbrocken auf den Kopf.“